# Andreas von Bechtolsheim

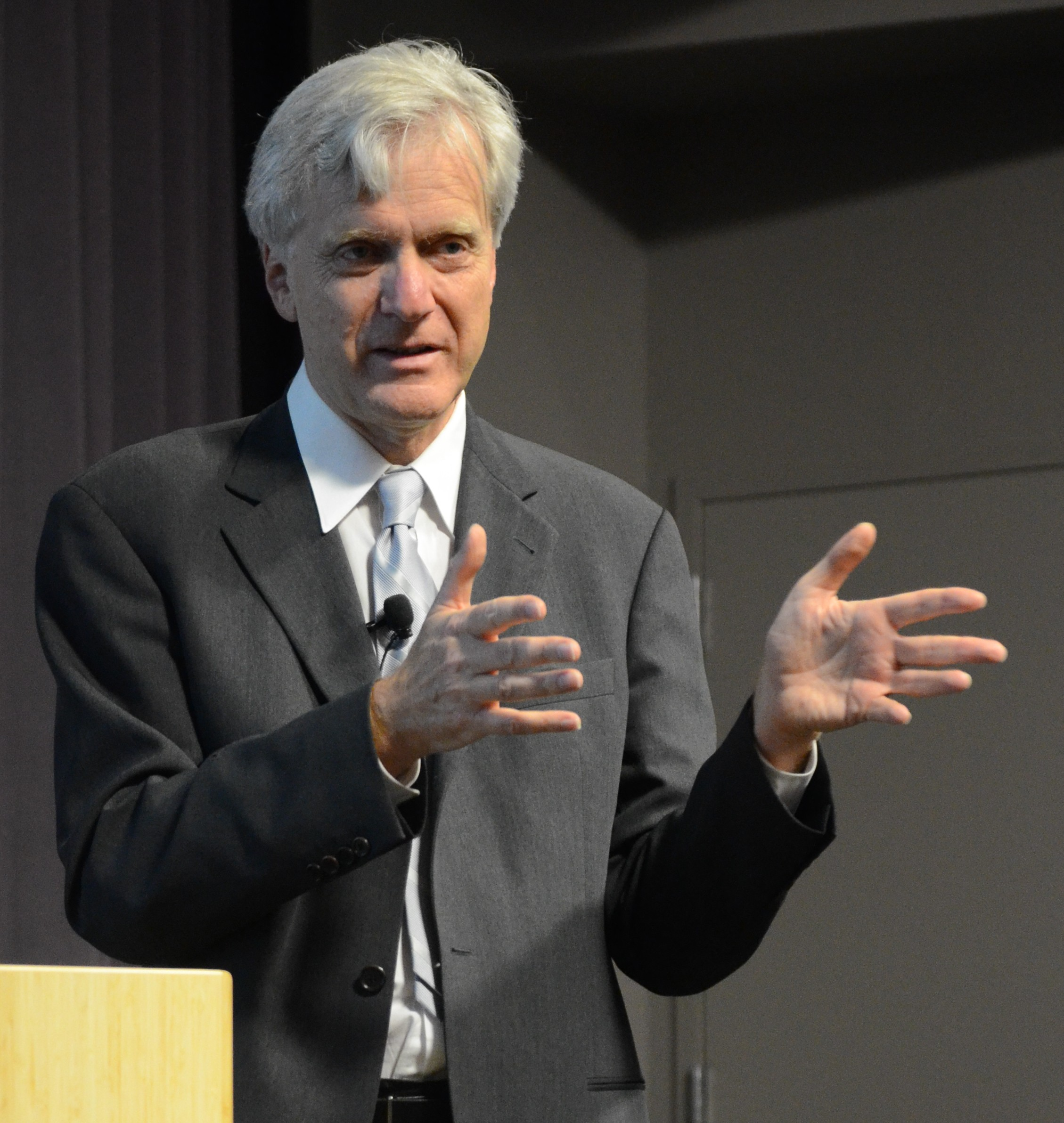
Andreas von Bechtolsheim 2012

Andreas von Bechtolsheim  (* 30. September 1955 in Hängeberg am Ammersee, international meist Andy Bechtolsheim, gebürtig  Andreas Maria Maximilian Freiherr von Mauchenheim genannt Bechtolsheim) ist ein deutscher, im US-amerikanischen Silicon Valley tätiger Informatiker und Unternehmer. Er war 1982 einer von vier Gründern von Sun Microsystems und 1998 einer der ersten Investoren bei Google.

## Leben

### Familie und Kindheit
Andreas von Bechtolsheim stammt vom Adelsgeschlecht der Mauchenheimer ab und ist das zweite von vier Kindern. Sein Vater war Volksschullehrer und die Familie lebte ländlich nahe des Ammersees in Bayern. Von 1961 bis 1963 besuchte von Bechtolsheim die dortige Dorfschule, danach zog die Familie nach Rom, wo er die Privatschule Deutsche Schule Rom besuchte und unter anderem von seinem Vater unterrichtet wurde. 1968 zog die Familie nach Nonnenhorn am Bodensee, wo er 1973 mit 17 Jahren am Bodensee-Gymnasium Lindau sein Abitur ablegte.
Mit 17 Jahren entwickelte er für einen mit der Familie befreundeten Unternehmer einen Mikrocomputer auf Basis des Intel-8008-Prozessors, der zur Steuerung von Blechstanzmaschinen diente. Daraus erhielt er Lizenzgebühren von 100 DM je Gerät. Mit 18 Jahren gewann er 1974 bei seiner dritten Teilnahme den Bundeswettbewerb Jugend forscht im Fachgebiet Physik mit einer Arbeit über die „genaue Strömungsmessung durch Ultraschall“.

### Ausbildung
Nach dem Abitur begann Bechtolsheim mit Unterstützung der Studienstiftung des deutschen Volkes ein Studium der Elektrotechnik mit Schwerpunkt Datenverarbeitung an der Technischen Universität München. Er war verärgert, dass den Studenten keine Computer zur Verfügung standen, und stellte im Nachhinein fest: „Die Deutschen haben den Kopf in den Sand gesteckt.“ Zudem war er vom Studium aufgrund des Niveaus gelangweilt und verärgert gewesen, weswegen er 1975 mit Hilfe eines Fulbright-Stipendiums an die Carnegie Mellon University in Pittsburgh, USA, wechselte und dort 1976 seinen Abschluss als Master in Informatik erwarb.
1977 zog er ins Silicon Valley und nahm einen studentischen Sommerjob an der Stanford University als Programmierer bei einem CAD-Projekt an. Später wurde er dort als Doktorand angenommen und erhielt Zugang zum Xerox PARC.
1980 oder 1981 begann er auf Anregung von Forest Basket mit der Entwicklung eines Computers, der als Arbeitsplatzrechner im universitären Computernetzwerk dienen sollte. Als Basis verwendete er den leistungsfähigen Motorola-68000-Prozessor, der als 32-Bit-Prozessor einen großen linearen Adressraum besaß und daher einen großen Arbeitsspeicher unterstützte. Mit Hilfe eines CAD-Systems entwarf er die Hauptprozessorplatine, die Grafikkarte und die Ethernetkarte. Während dieser Zeit wurde er unter anderem von der US-Militärforschungsbehörde unterstützt.

### Der Unternehmer
Bechtolsheim war überzeugt, dass das neue Konzept eines leistungsfähigen und vernetzten Arbeitsplatzrechners vielversprechend und mit den aufkommenden 32-Bit-Prozessoren auch preisgünstig realisierbar war. Die Anwender wurden von der Rechenzeit des Zentralrechners unabhängig, ohne den Vorteil der Vernetzung zu verlieren, die durch die Verwendung von Unix als Betriebssystem gegeben war.
Mehrere Versuche der Universität, den Entwurf in Lizenz bauen zu lassen, scheiterten jedoch. Daraufhin gab Bechtolsheim 1982 seine Doktorandenstelle auf und gründete gemeinsam mit seinen Studienkollegen Scott McNealy und Vinod Khosla sowie Bill Joy von der Universität Berkeley ein eigenes Unternehmen. Kapitalgeber waren schnell gefunden. Ihre Firma nannten sie SUN als Akronym für „Stanford University Network“. Die Sun-1 genannte Workstation wurde zu einem Preis von weniger als 10.000 US-Dollar angeboten, war vielen Großrechnern überlegen und bildete den Grundstein des weiteren Unternehmenserfolges.
Bechtolsheim fungierte bei Sun ab 1985 als Vice President Technology. Sun ging 1986 an die Börse, das Geschäft entwickelte sich sehr gut. 1988 wurde die Umsatzschwelle von 1 Mrd. US-Dollar überschritten; zehn Jahre später waren es fast zehn Milliarden Dollar. 2003 betrug der Aktienwert von Sun 11,5 Mrd. US-Dollar.
1995 suchte Bechtolsheim neue Herausforderungen. Er verließ SUN und gründete mit Granite Systems ein neues Unternehmen, um Hochgeschwindigkeitskomponenten für Internetanwendungen (Netzwerk-Switches) zu entwickeln. 1996 wurde Granite für 220 Mio. US-Dollar von Cisco Systems übernommen. Zu diesem Zeitpunkt besaß Bechtolsheim 65 % der Firmenanteile. Er wurde Vice President of Engineering bei Cisco und arbeitete in verschiedenen Positionen an der Entwicklung neuer Netzwerktechniken, zuletzt als General Manager der Gigabit-Switching-Abteilung. Im Dezember 2003 verließ er Cisco, um sich Kealia zu widmen, einem Unternehmen, das er 2001 gemeinsam mit David Cheriton, seinem Geschäftspartner bei Granite, gegründet hatte.
Im Februar 2004 wurde Kealia von Sun Microsystems per Aktientausch übernommen. Mit Bechtolsheim kehrte der „Mitarbeiter Nr. 1“ zu Sun zurück, wo er fortan als Senior Vice President und Chief Architect tätig war. Im September 2005 stellte Sun die so genannte „Bechtolsheim-Maschine“ vor: die neue Galaxy-Baureihe basiert auf Opteron-Prozessoren mit zwei zentralen, parallelen Recheneinheiten von AMD. Dabei werden zehn Betriebssysteme unterstützt, neben verschiedenen Unix-Derivaten und Linux-Varianten auch Microsoft Windows. 2010 verließ er Sun Microsystems erneut und wechselte als Chief Development Officer und Chairman zu der von ihm finanzierten Firma Arista Networks.

### Der Investor
Neben den eigenen Unternehmensgründungen ist Bechtolsheim auch als Investor sehr erfolgreich und hat bereits bei mehr als 20 Neugründungen durch eine Anschubfinanzierung und die Vermittlung von Risikokapital Starthilfe gegeben. Er zählt mittlerweile zu den reichsten deutschen Internetinvestoren. Vor allem widmet er sich dabei dem Bereich der Electronic Design Automation (EDA), der Software zum Entwurf von Mikroprozessoren, da solchen Anwendungen bereits während seiner Zeit in Stanford sein Interesse gegolten hat.
Die wohl einzige größere Investition in Deutschland war 1992 seine Beteiligung am Hamburger Softwarehaus Star Division, das 1999 komplett von Sun übernommen wurde. Dessen Office-Paket StarOffice stellte eine der Hauptalternativen zu den Büroanwendungen von Microsoft dar und lieferte die Grundlage für die quellenoffenen Programme OpenOffice.org und später LibreOffice.
Seine wohl beste Investition tätigte Bechtolsheim 1998. Über seinen Geschäftspartner David Cheriton lernte er die Stanford-Studenten Larry Page und Sergei Brin kennen, die das Konzept einer neuen Internetsuchtechnologie vorstellten. Er gehörte mit 100.000 US-Dollar zu den ersten Investoren von Google und vermittelte außerdem den Kontakt zum Risikokapitalgeber John Doerr. In einem Interview mit der WirtschaftsWoche im September 2005 bezeichnete er Google als die tollste Idee, die ihm je untergekommen sei. Nach dem Börsengang von Google wurde der Wert seiner Beteiligung Anfang 2005 auf 500 Millionen US-Dollar geschätzt.

## Vermögen
Mit einem geschätzten Vermögen von 14,8 Milliarden US-Dollar belegte er 2024 in der Forbes-Milliardärs-Liste Platz 129.

## Auszeichnungen und Mitgliedschaften
- Gründungsmitglied des kalifornischen West Coast Campus der Carnegie-Mellon-Universität
- Smithsonian Leadership Award for Innovation
- Mitglied in der National Academy of Engineering
- Ehrenmitglied der gemeinnützigen Gesellschaft zur Förderung des Forschungstransfers e. V. (GFFT)

## Weitere Quellen
- Radiointerview (60 Min.) des Norddeutschen Rundfunks mit Andreas von Bechtolsheim, Juli 1987